# Grécia nos Jogos Olímpicos de Inverno de 1998
A Grécia competiu nos Jogos Olímpicos de Inverno de 1998, em Nagano, no Japão.